# Dag Nasty
Dag Nasty ist eine US-amerikanische Post-Hardcore / Punkband die 1985 gegründet wurde. Im Jahr 2004 setzte sich die Gruppe aus Dave Smalley (DYS, ALL, Down By Law) Gesang, Brian Baker (Minor Threat, Bad Religion) an der Gitarre, Roger Marbury am Bass und Colin Sears am Schlagzeug zusammen. Die Band hat als eine der ersten Bands schnellen und aggressiven Hardcore mit melodischen Elementen vermischt.

## Stil
Ist das Erstlingswerk Can I Say noch stark dem Hardcore Marke Minor Threat verbunden, werden Dag Nasty bei jeder Veröffentlichung melodiöser und abwechslungsreicher, öffnen sich zum Beispiel dem Pop und dem New Wave, so dass man etwa Field Day nicht mehr in eine Genreschublade einordnen kann, wobei der Punk doch immer die Grundlage bleibt. Four on the Floor und Minority of One sind im Gegensatz dazu wieder straighter Melodic Hardcore, der stellenweise stark an Bad Religion erinnert.

## Diskografie
- Can I Say (1986, Dischord Records)
- Wig Out at Denko’s (1987, Dischord Records)
- All Ages Show (1987, Giant Records)
- Field Day (1988, Giant Records)
- Four on the Floor (1992, Epitaph Records)
- Minority of One (2002, Revelation Records)
- Dag with Shawn (2010, Dischord Records)